# Thymus genesianus
Thymus genesianus là một loài thực vật có hoa trong họ Hoa môi. Loài này được Galán Cela miêu tả khoa học đầu tiên năm 1988 publ. 1989.